# نايجل ببر
نايجل ببر (بالإنجليزية: Nigel Pepper)‏ هو لاعب كرة قدم بريطاني في مركز الوسط، ولد في 25 أبريل 1968 في روثرهام ‏ في المملكة المتحدة. لعب مع برادفورد سيتي وسكونثورب يونايتد ونادي أبردين ونادي بارو ونادي روذرهام يونايتد ونادي ساوثيند يونايتد ونادي يورك سيتي.

## وصلات خارجية
- نايجل ببر على موقع قاعدة بيانات كرة القدم.إي يو (الإنجليزية)
- نايجل ببر على موقع Soccerbase.com (لاعب) (الإنجليزية)